# البيت الأعوج (رواية)
البيت المائل أو البيت الأعوج (بالإنجليزية: Crooked House) هي رواية تحقيق من إنشاء وتأليف الكاتبة الإنجليزية أجاثا كريستي نُشِرَت لأول مرة في مارس 1949.
قام الاديب الراحل عمر عبد العزيز أمين بترجمة الرواية تحت عنوان «التضحية الكبرى» ونشرت من دار ميوزيك للطبع والنشر. وتحمل الرواية الرقم (11) ضمن السلسلة.

## حبكة القصة
مع اقتراب نهاية الحرب العالمية الثانية، يقع تشارلز هايورد، الموجود في القاهرة، في حب صوفيا ليونايدز، وهي فتاة إنجليزية ذكية وناجحة تعمل لدى مكتب الخارجية. يقررا تأجيل خطوبتهما لحين انتهاء الحرب ولمّ شملهما في إنجلترا مجددًا.
يعود هايورد إلى منزله ويجلس يتصفح صفحة الوفيات في صحيفة «ذا تايمز»: توفيّ جدّ صوفيا، المقاول الثري أريستايد ليونايدز، عن عمر يناهز 85 عامًا. في ذلك الوقت، وبسبب ظروف الحرب، كان جميع أفراد العائلة يعيشون في منزل الجدّ المُترف غير المتناسق الذي يُدعى «الزوايا الثلاث» (بالإنجليزية: Three Gables) أو كما يُعرف باسم «البيت المائل». أظهرت نتيجة التشريح تسمم المجني عليه بمادة الفيسوستيغمين المحتواة في دواء العيون خاصته، وقد أعطيت له عن طريق حقنة أنسولين. تُشير صوفيا إلى الحاجة لتأجيل زواجهما إلى ما بعد الانتهاء من هذه القضية.
تتّجه أصابع الاتهام نحو بريندا ليونايدز، وهي زوجة أريستوتايد الثانية والتي تصغره سنًا بسنوات عديدة، وأيضًا نحو لورانس براون، المعترض الضميري، الذي يشاركهم السكن في منزلهم كمعلم خاص لشقيق صوفيا وشقيقتها الأصغر سنًا وهما يوستاس وجوزفين. وتفضي الشائعات إلى تورط كل من بريندا ولورانس بعلاقة غرامية غير مشروعة دون أن يشعر ليونايدز بالأمر. تأمل العائلة ثبات التهمة عليهما لاحتقارهم لبريندا لاعتبارها صائدة أموال ويأملون أيضًا الحيلولة دون فضيحة أخرى قد تنتج عن تهمة غيرها. يوافق تشارلز على مساعدة والده، المندوب المساعد في سكوتلاند يارد، في تحقيقه في هذه الجريمة. وينزل ضيفًا في منزل الزوايا الثلاث أملًا منه بالإمساك بطرف خيط في لحظة غير متوقعة.
يمتلك جميع أفراد العائلة دافعًا للقيام بالجريمة والفرصة السانحة لتنفيذها ولا يمتلك أي منهم مبررًا للغياب؛ يُدرك كل منهم أن الدواء الذي يستخدمه الجدّ في معالجة عينيه يحتوي على مادة سامة، إذ قام أريستايد بإخبارهم بذلك نزولًا عند طلب ورغبة جوزفين. تِبعًا لما جاء في الوصية، يحصل الجميع على جزء من الممتلكات. لن يرث الخدم أيًا من الممتلكات لكنهم سيخسرون رواتبهم والزيادات السنوية عند الترقيات، ما يخرجهم من دائرة الشُبهة، بعيدًا عن ذلك، فلا يتشارك أفراد العائلة بأمور كثيرة فيما بينهم. شقيقة زوجة أريستايد، إديث دي هافيلاند، امرأة فظة في السبعين من عمرها قدِمَت إلى المنزل بعد وفاة الزوجة لتعتني بأولاده. وروجر، الابن الأكبر والأقرب إلى قلب أريستايد، رجل أعمال فاشل إذ وجّه دفة العمل الذي أورثه إياه والده إلى حافة الإفلاس ويتوق إلى تأسيس حياة بسيطة في مكان بعيد عن كل شيء. وكليمنسي، زوجة روجر، عالمة متزمتة وغير عطوفة، لم تتمكن يومًا من التنعم بثراء عائلة زوجها. وفيليب، شقيق روجر الأصغر، الذي ذاق مرارة تفضيل والده لشقيقه الأكبر وقرر الاعتزال عن العالم ليختلي بعالم آخر مليء بالكتب التاريخية التي تتحدث عن العالم القديم ليقضي معظم ساعات نهاره في المكتبة. ماغدا، زوجة فيليب، ممثلة حصلت على بعض النجاحات، وهي تتواجد في كل الأحداث، وحتى في الجريمة العائلية هذه، فهي تراها بمثابة عرض مسرحي تود لعب دور البطولة فيه. يوستاس ذي السنوات الستة عشر والمصاب بشلل الأطفال، هو شاب وسيم ولامع لكنه يعيش الأمرّين بسبب إعاقته. شقيقته ذات الإثني عشر عامًا، جوزفين، على خلافه، فهي قبيحة ذات تفكير طائش وغير ناضج وهي مهووسة بقصص التحقيقات ودائمًا ما تراقب تحركات كل من في المنزل وتُعلِمَهم أنها تقوم بتسجيل ملاحظاتها في دفتر سري.
قام ليونايدز بكتابة وصيته دون إعلام محاميه الذي فوجئ لاحقًا بها، تاركًا كل ما يملك لصوفيا، ابنة فيليب، ظنًا منه أنها الوحيدة التي تمتلك الشخصية القوية لتولي مهامه في ترأس العائلة. وُجِدَت جوزفين، التي كانت تتفاخر بمعرفتها لهوية الجاني، فاقدة الوعي في الفناء الخارجي جراء إصابتها بضربة على عتبة الباب الرخامية. يجد تشارلز مخبأ فيه بعض الرسائل الغرامية من بريندا إلى لورانس ويقرر إلقاء القبض عليهما. بوجودهما في الحجز، تموت مربية الأطفال إثر تناولها شراب من الكاكاو، والذي كان مُحضرًا لجوزفين. وهنا تعرف العائلة أن القاتل ما زال بينهم.
يحاول تشارلز، الذي يخاف على حياة جوزفين، عبثًا أن يُحفزها على الكشف عن اسم القاتل. تدعو إديث دي هافيلاند جوزفين إلى الخروج معها في جولة في السيارة لتناول مثلجات بنكهة الصودا. تقود إديث السيارة فوق جرف منحرف ما يتسبب في مقتلهما معًا. بعد العودة إلى المنزل، يجد تشارلز رسالتين من إديث دي هافيلاند. إحداهما هي مذكرة انتحار لرئيس المفتشين تافيرنر، على الرغم من عدم الاعتراف بشكل صريح بقتل أريستايد وناني. تكشف الرسالة الثانية، الموجهة إلى صوفيا وتشارلز فقط، عن حقيقة الأمر؛ وهو بأن جوزفين هي القاتل. وكدليل على ذلك، أرفقت دي هافيلاند دفتر ملاحظات جوزفين السري مكتوب في السطر الأول منه «لقد قتلت جدي اليوم».
عمدت جوزفين قتل جدها لأنه لن يدفع ثمن دروسها في الباليه. ثم كشفت عن كل الاهتمام الذي تلقته بعد ذلك وخططت لاعتدائها الخاص على عتبة الباب الرخامية كوسيلة لصرف الانتباه عنها. وقد قامت بوضع السُّم للمربية لأنها كانت قد شجعت ماغدا لإرسال ابنتها جوزفين إلى سويسرا، وكذلك لأن المربية كانت قد وصفتها بأنها «فتاة صغيرة سخيفة». وتوجد أيضًا تهديدات ضد والدتها ماغدا في حال كانت تفكر جديًا بإرسالها بعيدًا. اكتشفت الآنسة دي هافيلاند دفتر جوزفين مخبأ في بيت الكلاب، وارتكبت حادث السيارة الانتحاري لأنها لا تريد أن تعاني جوزفين في السجن أو في المأوى في حال، وعندما تعلم الشرطة بأنها هي القاتلة.

## الشخصيات
- تشارلس: المحقق في الجريمة وطالب الزواج من صوفيا.
- صوفيا: حفيدة ارستيد ليوندس وبنت كل من فيليب وماجدا.
- بيرندا: زوجة ارستيد ليوندس الثانية والمتهمة الأولى في القضية.
- لورناس: معلم الاحفاد ومتهم بانه عاشق بيرندا.
- اديث دى هافيلاند: خالة الاحفاد
- جوزيفين: اخت صوفيا
- اوستاش: أخو صوفيا.
- فيليب: ابن ارستيد ليوندس ووالد صوفيا .
- ماجدا: ممثلة مسرح وزوجة فيليب.
- روجر الابن الأكبر وصاحب شركة المواد الغذائية.
- كليمنسى: زوجة روجر.
- جيتسكيل: محام ارستيد ليوندس.
- المحقق تارفنار: محقق بالقضية

الشرطة يراقبون ويحققون، ولكن جريمة أخرى تقع أمام أنظار الجميع، ثم يكاد شخص ثالث أن يلقى حتفه. هل أمسك الشرطة القاتل الصحيح؟

## الترجمة العربية
- البيت المائل أو البيت الأعوج دار الأجيال للنشر.[4]
- قام الاديب الراحل بترجمة الرواية تحت عنوان «التضحية الكبرى» ونشرت من دار ميوزيك للطبع والنشر. وتحمل الرواية الرقم (11) ضمن السلسلة.[5]
- قام الاديب الراحل بترجمة الرواية تحت عنوان «التضحية الكبرى» ونشرت من المكتبة الثقافية.[6]

الطبعة القديمة لدار الأجيال